# 邱石元
邱石元（1943年11月—），男，湖南长沙人，中华人民共和国政治人物，曾任广西行政学院院长，中共广西壮族自治区党委秘书长兼办公厅主任，党委常委，自治区直属机关工委书记，广西壮族自治区人大常委会副主任。